# バルニム1世 (ポメラニア公)

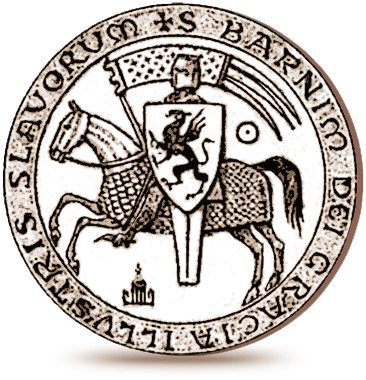
バルニム1世のシール

バルニム1世（Barnim I., 1217/9年 - 1278年11月13日）は、ポメラニア公（在位：1220年 - 1278年）。

## 生涯
バルニム1世はポメラニア公ボギスラフ2世とミロスワヴァ・フォン・ポメレリアの息子である。1220年に父が死去するとポメラニア＝シュチェチン公領を継承したが、デミーンに居を構えていた従兄弟ヴァルティスラフ3世と共同でポメラニアを統治することになった。父親が亡くなったときバルニム1世は未成年であったため、1226年ごろまでその領地はポメレリア公家出身の母ミロスワヴァの摂政下に置かれた。当初はまだデンマークの領地であったポメラニアは、1227年のボルンヘーフェトの戦いで北ドイツの諸侯が勝利した後、神聖ローマ帝国に戻った。1231年、ホーエンシュタウフェン家の皇帝フリードリヒ2世は、グリフ家の支配権を無視して、ポメラニア公領をアスカーニエン家のブランデンブルク辺境伯の宗主権下に置き、それにより長期にわたるブランデンブルク・ポメラニア間の対立が激化した。
従兄弟ヴァルティスラフ3世が1236年のクレンメン条約によってブランデンブルクの宗主権を正式に受け入れた後、バルニム1世は1250年のランディン条約で強大なアスカーニエン家のブランデンブルク辺境伯と和解した。バルニム1世は自らブランデンブルク辺境伯の家臣であると認め、ウッカーマルク地方を放棄しなければならなかった。それにもかかわらず、彼は従兄弟のヴァルティスラフ3世の領地がその死後もグリフ家に残されるという同意に達した。1264年にヴァルティスラフ3世が亡くなると、バルニム1世はポメラニア公領全体を自らの統治の下で統一することができた。バルニム1世はドイツ人移民とドイツの習慣を公領内に導入することで東方植民を推進し、プレンツラウ、シュチェチン、ガルツ、アンクラム、スタルガルト、グリフィノ、ポリツェ、ピジツェ、ウエッカーミュンデおよびゴレニュフなどの多くの町を設立した。また、バルニム1世は寛大な教会基盤を築いたことでも知られ、コウォブジェク地域におけるカミエン司教による世俗的統治の拡大を支持した。
バルニム1世は、現在のシュチェチンの一部であるドンビエ（アルトダム）の町で死去した。ミンネジンガーのルメラントはバルニム1世の栄誉を讃えて哀歌を書いた。

## 結婚と子女
1238年9月4日から1242年7月18日までの間に、バルニム1世はマリアンナ（1252年6月27日没）と結婚した。マリアンナの出自については、スウェーデン王エリク10世の娘か、アスカーニエン家のヴァイマル＝オルラミュンデ伯アルブレヒト2世、アンハルト伯ハインリヒ1世またはザクセン公アルブレヒト1世のいずれかの娘であるとされるが、現在ではその出自は不明であると考えられている。2人の間には娘が1人生まれた。
- アナスタシア（1245年 - 1317年3月15日） - メクレンブルク領主ハインリヒ1世と結婚

1253年から1254年の間に、バルニム1世はマルガレーテ（1231年以降 - 1261年5月27日以前）と2度目の結婚をした。マルガレーテはおそらくメクレンブルク家のヴェルレ領主ニコラウス1世の娘であった。ただし、他の資料ではブラウンシュヴァイク＝リューネブルク公オットー1世の娘であるとしている。歴史家のロベルト・クレンピンはリューゲン公ヴィスラフ1世の未亡人であるとしたが、年代順に見るとこれは非常に疑わしいようである。2人の間には息子が1人生まれた。
- ボギスラフ4世（1258年以前 - 1309年） - ポメラニア公

1267年5月20日以前に、バルニム1世はブランデンブルク辺境伯オットー3世の娘メヒティルト（1255年頃 - 1316年12月20日）と3度目の結婚をした。2人の間には5子が生まれた。
- ミロスラヴァ（1270年頃 - 1327/8年） - 1285年にシュヴェリーン伯ニクロト1世と結婚
- ベアトリクス（1315/6年没） - 1290年以前にヴェルレ領主ハインリヒ2世と結婚
- マティルデ（1295年没） - 早世
- バルニム2世（1277年 - 1295年5月28日） - ポメラニア公
- オットー1世（1279年 - 1344年） - ポメラニア公